# Vain elämää jatkuu
Vain elämää jatkuu è la seconda raccolta tratta dall'omonima serie televisiva, pubblicata il 21 dicembre 2012 dalla Warner Music Finland.
L'album ricevette il disco di platino in Finlandia per aver venduto oltre 80 000 copie.

## Tracce
1. Kuka keksi rakkauden (Katri Helena)
2. Katson sineen taivaan (Kaija Koo)
3. Lintu ja lapsi (Jonne Aaron)
4. Jealous Sky (Jari Sillanpää)
5. Unta en saa (Erin)
6. Satasen laina (Neumann)
7. Levoton Tuhkimo (Cheek)
8. Mikä siinä on (Kaija Koo)
9. Rio Ohoi (Jonne Aaron)
10. Olen elossa taas (Katri Helena)
11. Tuhlaajapoika (Neumann)
12. Jos menet pois (Erin)
13. Teflon love (Jari Sillanpää)
14. Pariisi - Helsinki (Kaija Koo)
15. Giving Up! (Cheek)
16. Valkeaa unelmaa (Katri Helena)
17. Mitä tänne jää (Erin)
18. Kaunis rietas onnellinen (Jari Sillanpää)
19. Jippikayjei (Jonne Aaron)
20. Rakastuin mä looseriin (Cheek)
21. Tuulikello (Neumann)

## Classifica

### Album
| Classifica                            | Massima posizione |
| ------------------------------------- | ----------------- |
| Suomen virallinen lista - Albumilista | 1                 |

### Brani
| Autore       | Brano                  | Single- lista | Lataus- lista |
| ------------ | ---------------------- | ------------- | ------------- |
| Cheek        | Giving Up!             | –             | 24            |
| Cheek        | Levoton tuhkimo        | 12            | 11            |
| Cheek        | Rakastuin mä looseriin | 9             | 12            |
| Erin         | Jos menet pois         | –             | 27            |
| Erin         | Mitä tänne jää         | 1             | 1             |
| Jonne Aaron  | Lintu ja lapsi         | –             | 10            |
| Katri Helena | Olen elossa taas       | –             | 26            |